# Primi ministri della Malaysia
I primi ministri della Malaysia dal 1957 ad oggi sono i seguenti.

## Lista
Coalizione:   Partito dell'Alleanza (AP)   Barisan Nasional (BN)   Pakatan Harapan (PH)
Partito:   UMNO   PPBM
| Anno elezioni | Nº | Nome Istituzionale (Nome di nascita)                  | Immagine                  | Anno in carica    | Anno in carica                    | Anno in carica   | Partito | Coalizione              | Onorificenze                                                                     | Sovrani                         |
| Anno elezioni | Nº | Nome Istituzionale (Nome di nascita)                  | Immagine                  | Inizio carica     | Fine carica                       | Giorni in carica | Partito | Coalizione              | Onorificenze                                                                     | Sovrani                         |
| ------------- | -- | ----------------------------------------------------- | ------------------------- | ----------------- | --------------------------------- | ---------------- | ------- | ----------------------- | -------------------------------------------------------------------------------- | ------------------------------- |
| 1955          | 1  | Tunku Abdul Rahman MP per Kuala Muda (1903–1990)      |                           | 31 agosto 1957    | 27 giugno 1959                    | 4770             | UMNO    | AP                      | Padre dell'Indipendenza (Bapa Kemerdekaan) e Padre della Malesia (Bapa Malaysia) | Abdul Rahman di Negeri Sembilan |
| 1959          | 1  | Tunku Abdul Rahman MP per Kuala Muda (1903–1990)      | 19 agosto 1959            | 1º marzo 1964     |                                   | 4770             | UMNO    | AP                      | Padre dell'Indipendenza (Bapa Kemerdekaan) e Padre della Malesia (Bapa Malaysia) | Abdul Rahman di Negeri Sembilan |
| 1959          | 1  | Tunku Abdul Rahman MP per Kuala Muda (1903–1990)      | 19 agosto 1959            | 1º marzo 1964     | Hisamuddin di Selangor            | 4770             | UMNO    | AP                      | Padre dell'Indipendenza (Bapa Kemerdekaan) e Padre della Malesia (Bapa Malaysia) |                                 |
| 1959          | 1  | Tunku Abdul Rahman MP per Kuala Muda (1903–1990)      | 19 agosto 1959            | 1º marzo 1964     | Putra di Perlis                   | 4770             | UMNO    | AP                      | Padre dell'Indipendenza (Bapa Kemerdekaan) e Padre della Malesia (Bapa Malaysia) |                                 |
| 1964          | 1  | Tunku Abdul Rahman MP per Kuala Muda (1903–1990)      | 21 marzo 1964             | 20 marzo 1969     |                                   | 4770             | UMNO    | AP                      | Padre dell'Indipendenza (Bapa Kemerdekaan) e Padre della Malesia (Bapa Malaysia) |                                 |
| 1964          | 1  | Tunku Abdul Rahman MP per Kuala Muda (1903–1990)      | 21 marzo 1964             | 20 marzo 1969     | Ismail Nasiruddin di Terengganu   | 4770             | UMNO    | AP                      | Padre dell'Indipendenza (Bapa Kemerdekaan) e Padre della Malesia (Bapa Malaysia) |                                 |
| 1969          | 1  | Tunku Abdul Rahman MP per Kuala Muda (1903–1990)      | 10 maggio 1969            | 22 settembre 1970 |                                   | 4770             | UMNO    | AP                      | Padre dell'Indipendenza (Bapa Kemerdekaan) e Padre della Malesia (Bapa Malaysia) |                                 |
| 1969          | 1  | Tunku Abdul Rahman MP per Kuala Muda (1903–1990)      | 10 maggio 1969            | 22 settembre 1970 | Abdul Halim di Kedah              | 4770             | UMNO    | AP                      | Padre dell'Indipendenza (Bapa Kemerdekaan) e Padre della Malesia (Bapa Malaysia) |                                 |
| 1969          | 2  | Abdul Razak Hussein MP per Pekan (1922–1976)          |                           | 22 settembre 1970 | 31 luglio 1974                    | 1940             | UMNO    | AP                      | Padre dello Sviluppo (Bapa Pembangunan)                                          |                                 |
| 1974          | 2  | Abdul Razak Hussein MP per Pekan (1922–1976)          | 24 agosto 1974            | 14 gennaio 1976   | BN                                | 1940             | UMNO    |                         | Padre dello Sviluppo (Bapa Pembangunan)                                          |                                 |
| 1974          | 2  | Abdul Razak Hussein MP per Pekan (1922–1976)          | 24 agosto 1974            | 14 gennaio 1976   | BN                                | 1940             | UMNO    | Yahya Petra di Kelantan | Padre dello Sviluppo (Bapa Pembangunan)                                          |                                 |
| 1974          | 3  | Hussein Onn MP per Johor Timur (1922–1990)            |                           | 14 gennaio 1976   | 12 giugno 1978                    | 2010             | UMNO    | BN                      | Padre dell'Unità (Bapa Perpaduan)                                                |                                 |
| 1978          | 3  | Hussein Onn MP per Johor Timur (1922–1990)            | 8 luglio 1978             | 16 luglio 1981    |                                   | 2010             | UMNO    | BN                      | Padre dell'Unità (Bapa Perpaduan)                                                |                                 |
| 1978          | 3  | Hussein Onn MP per Johor Timur (1922–1990)            | 8 luglio 1978             | 16 luglio 1981    | Ahmad Shah di Pahang              | 2010             | UMNO    | BN                      | Padre dell'Unità (Bapa Perpaduan)                                                |                                 |
| 1978          | 4  | Mahathir Mohamad MP per Kubang Pasu (b. 1925)         |                           | 16 luglio 1981    | 29 marzo 1982                     | 8142             | UMNO    | BN                      | Padre della Modernizzazione (Bapa Pemodenan)                                     |                                 |
| 1982          | 4  | Mahathir Mohamad MP per Kubang Pasu (b. 1925)         | 22 aprile 1982            | 19 luglio 1986    |                                   | 8142             | UMNO    | BN                      | Padre della Modernizzazione (Bapa Pemodenan)                                     |                                 |
| 1982          | 4  | Mahathir Mohamad MP per Kubang Pasu (b. 1925)         | 22 aprile 1982            | 19 luglio 1986    | Iskandar di Johor                 | 8142             | UMNO    | BN                      | Padre della Modernizzazione (Bapa Pemodenan)                                     |                                 |
| 1986          | 4  | Mahathir Mohamad MP per Kubang Pasu (b. 1925)         | 3 agosto 1986             | 4 ottobre 1990    |                                   | 8142             | UMNO    | BN                      | Padre della Modernizzazione (Bapa Pemodenan)                                     |                                 |
| 1986          | 4  | Mahathir Mohamad MP per Kubang Pasu (b. 1925)         | 3 agosto 1986             | 4 ottobre 1990    | Azlan Shah di Perak               | 8142             | UMNO    | BN                      | Padre della Modernizzazione (Bapa Pemodenan)                                     |                                 |
| 1990          | 4  | Mahathir Mohamad MP per Kubang Pasu (b. 1925)         | 21 ottobre 1990           | 6 aprile 1995     |                                   | 8142             | UMNO    | BN                      | Padre della Modernizzazione (Bapa Pemodenan)                                     |                                 |
| 1990          | 4  | Mahathir Mohamad MP per Kubang Pasu (b. 1925)         | 21 ottobre 1990           | 6 aprile 1995     | Jaafar di Negeri Sembilan         | 8142             | UMNO    | BN                      | Padre della Modernizzazione (Bapa Pemodenan)                                     |                                 |
| 1995          | 4  | Mahathir Mohamad MP per Kubang Pasu (b. 1925)         | 25 aprile 1995            | 10 novembre 1999  |                                   | 8142             | UMNO    | BN                      | Padre della Modernizzazione (Bapa Pemodenan)                                     |                                 |
| 1995          | 4  | Mahathir Mohamad MP per Kubang Pasu (b. 1925)         | 25 aprile 1995            | 10 novembre 1999  | Salahuddin di Selangor            | 8142             | UMNO    | BN                      | Padre della Modernizzazione (Bapa Pemodenan)                                     |                                 |
| 1999          | 4  | Mahathir Mohamad MP per Kubang Pasu (b. 1925)         | 29 novembre 1999          | 31 ottobre 2003   |                                   | 8142             | UMNO    | BN                      | Padre della Modernizzazione (Bapa Pemodenan)                                     |                                 |
| 1999          | 4  | Mahathir Mohamad MP per Kubang Pasu (b. 1925)         | 29 novembre 1999          | 31 ottobre 2003   | Tuanku Syed Sirajuddin            | 8142             | UMNO    | BN                      | Padre della Modernizzazione (Bapa Pemodenan)                                     |                                 |
| 1999          | 5  | Abdullah Ahmad Badawi MP per Kepala Batas (1939-2025) |                           | 31 ottobre 2003   | 2 marzo 2004                      | 1981             | UMNO    | BN                      | Padre dello Sviluppo del Capitale Umano (Bapa Pembangunan Modal Insan)           |                                 |
| 2004          | 5  | Abdullah Ahmad Badawi MP per Kepala Batas (1939-2025) | 21 marzo 2004             | 13 febbraio 2008  |                                   | 1981             | UMNO    | BN                      | Padre dello Sviluppo del Capitale Umano (Bapa Pembangunan Modal Insan)           |                                 |
| 2004          | 5  | Abdullah Ahmad Badawi MP per Kepala Batas (1939-2025) | 21 marzo 2004             | 13 febbraio 2008  | Mizan Zainal Abidin di Terengganu | 1981             | UMNO    | BN                      | Padre dello Sviluppo del Capitale Umano (Bapa Pembangunan Modal Insan)           |                                 |
| 2008          | 5  | Abdullah Ahmad Badawi MP per Kepala Batas (1939-2025) | 8 marzo 2008              | 3 aprile 2009     |                                   | 1981             | UMNO    | BN                      | Padre dello Sviluppo del Capitale Umano (Bapa Pembangunan Modal Insan)           |                                 |
| 2008          | 6  | Najib Razak MP per Pekan (b. 1953)                    |                           | 3 aprile 2009     | 3 aprile 2013                     | 3324             | UMNO    | BN                      |                                                                                  |                                 |
| 2008          | 6  | Najib Razak MP per Pekan (b. 1953)                    | Abdul Halim di Kedah      | 3 aprile 2009     | 3 aprile 2013                     | 3324             | UMNO    | BN                      |                                                                                  |                                 |
| 2013          | 6  | Najib Razak MP per Pekan (b. 1953)                    | 6 maggio 2013             | 10 maggio 2018    |                                   | 3324             | UMNO    | BN                      |                                                                                  |                                 |
| 2013          | 6  | Najib Razak MP per Pekan (b. 1953)                    | 6 maggio 2013             | 10 maggio 2018    | Muhammad V di Kelantan            | 3324             | UMNO    | BN                      |                                                                                  |                                 |
| 2018          | 7  | Mahathir Mohamad MP per Kubang Pasu (b. 1925)         |                           | 10 maggio 2018    | 1º marzo 2020                     | 661              | PPBM    | PH                      | Padre della Modernizzazione (Bapa Pemodenan)                                     |                                 |
| 2018          | 7  | Mahathir Mohamad MP per Kubang Pasu (b. 1925)         | Abdullah di Pahang        | 10 maggio 2018    | 1º marzo 2020                     | 661              | PPBM    | PH                      | Padre della Modernizzazione (Bapa Pemodenan)                                     |                                 |
| 2018          | 8  | Muhyiddin Yassin MP per Pekan (b. 1947)               |                           | 1 marzo 2020      | 21 agosto 2021                    | 538              | PPBM    | BN                      |                                                                                  |                                 |
| 2018          | 9  | Ismail Sabri Yaakob MP per Pekan (b. 1960)            |                           | 21 agosto 2021    | 24 novembre 2022                  | 460              | UMNO    | BN                      |                                                                                  |                                 |
| 2022          | 10 | Anwar Ibrahim MP per Tambun (b. 1947)                 |                           | 24 novembre 2022  | in carica                         | 911              | PPBM    | PH                      |                                                                                  |                                 |
| 2022          | 10 | Anwar Ibrahim MP per Tambun (b. 1947)                 | Ibrahim Iskandar di Johor | 24 novembre 2022  | in carica                         | 911              | PPBM    | PH                      |                                                                                  |                                 |

## Prerogative
Il Primo ministro (in lingua malese: Perdana Menteri Malaysia) è nominato dal Re (Yang di-Pertuan Agong), se lo ritiene in grado di ottenere con la fiducia della maggioranza il consenso dei membri della Dewan Rakyat, la Camera eletta del Parlamento. Il primo ministro dirige il governo, i cui membri sono ugualmente nominati dal capo di Stato su consiglio del primo ministro. Il primo ministro esercita le sue funzioni e i suoi poteri tramite il Dipartimento del primo ministro (Jabatan Perdana Menteri).